# Claude Mermet
Pour les articles homonymes, voir Mermet.
Claude Mermet, né à Saint-Rambert-en-Bugey un peu avant 1550 et mort à Saint-Rambert-en-Bugey en 1620, est un poète français.

## Biographie
À peine en âge d’étudier, il fut mis au collège de sa ville natale, une bonne institution où il se fit bientôt remarquer entre tous, par son intelligence vive, enjouée, railleuse, où la gaieté gauloise et la gausserie bugiste s’alliaient largement à une instruction solide, à la délicatesse du goût et à la finesse de l’esprit.
Il avait une instruction solide, une intelligence vive et enjouée, une finesse d’esprit dont ses écrits ont donné la preuve.
On ne sait pas trop où il fit ses études. Peut-être à Turin, comme Claude Guichard, né également à Saint-Rambert vers 1545.
Claude Mermet ayant terminé ses études et fier de quelques vers applaudis, chercha sa voie et crut l’avoir trouvée en se faisant nommer principal du collège dont il avait été l’élève.
Il prit alors conscience, au milieu des livres et des professeurs, des énormes lacunes dans les ouvrages pédagogiques mis entre les mains de ses élèves.
Il entreprit alors un de ses ouvrages les plus connus que les événements ne lui permirent pas de publier alors et qui ne put voir le jour que dix ans plus tard.
Cet ouvrage a été édité à Lyon par Basile Bouquet en l’année 1589, un seul exemplaire connu en a permis la réédition, en 1973 :
- La pratique de l’Orthographe Françoise

Mais il était appelé à une autre carrière. Ses vers et sa réputation étaient connus d’Emmanuel-Philibert, Duc de Savoie, qui le nomma notaire ducal à Saint-Rambert. Il avait à peine vingt-cinq ans. Il garda cette charge jusqu’à un âge avancé. Il a terminé sa vie comme châtelain, à Saint-Rambert en 1620.

## L'œuvre

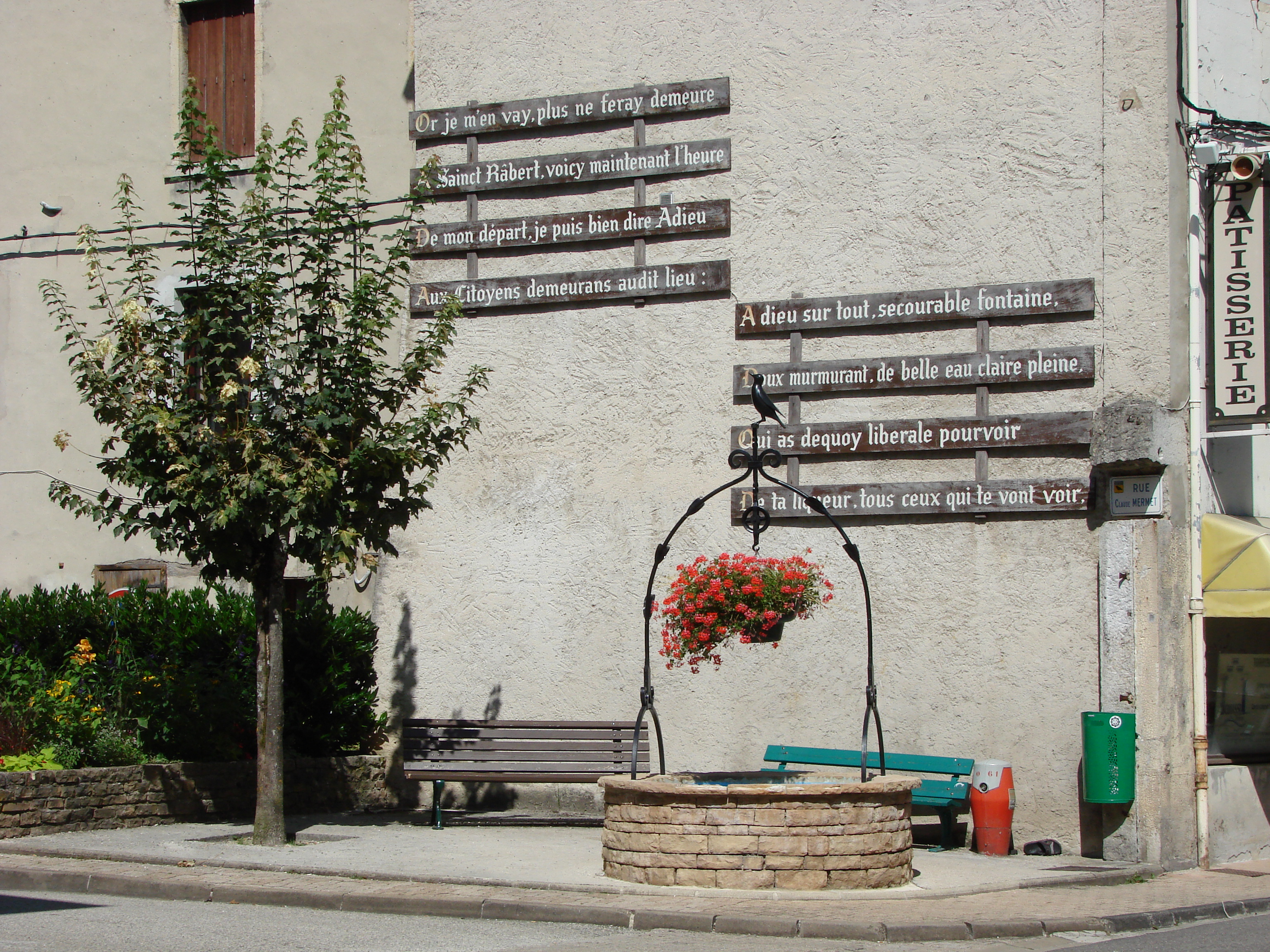
La rue Claude Mermet avec des vers du poète, à Saint Rambert-en-Bugey

La pratique de l’orthographe françoise
L’œuvre de Claude Mermet est riche d’études satiriques sur les mœurs et personnages de son temps.
Ses ouvrages confirment son esprit observateur, critique et aussi plein d’esprit :
Le Temps passé et la Boutique des usuriers
Dans sa littérature, il s’est beaucoup intéressé aux femmes et à leur condition :
- le bon droit des femmes ;
- le moyen de garder les femmes d’être mauvaises ;
- l’avis du mariage.

On lui doit des ouvrages singuliers ayant pour titre :
en 1583
- Traité de consolation aux maris ;
- Le Devoir des femmes et la manière de les empêcher d’être méchantes ;
- La Grande Boutique des usuriers, en vers français, avec l’aventure extraordinaire d’un soldat qui mangea son cheval et son épée ;
- Une traduction de Sophonisbe.

en 1585
- Le Temps passé - Lyon.

## Extraits
On peut citer son quatrain sur les amis, que René Favre de la Valbonne avait placé sur sa maison forte de Premeiry :
« Les Amis de l’heure présente
Ont la nature du melon
Il faut en essayer cinquante
Avant d’en trouver un bon. »
On peut également citer :
« Tu dis que tu es gentilhomme par la faveur d’un parchemin.
Si un rat se trouve en chemin tu seras puis simplement homme. »

## Sources
- A. Vingtrinier, "Un poète oublié : C. Mermet de Sainct-Rambert en Bugey", Rev. du Lyonnais, IV, 1877, p. 426-448.
- R. Lathuillière, « Un grammairien lyonnais du XVIe siècle, Claude Mermet et le problème de l’orthographe », dans L’humanisme lyonnais au XVIe siècle, actes du colloque de Lyon (mai 1972), Grenoble, PU, 1974, p. 261-273.
- Gérard Defaux (dir.), Bernard Colombat (collab.), Lyon et l’illustration de la langue française à la Renaissance, Lyon, 2003, p. 174-176.
- Quelques vers du poète sur www.poesie-francaise.fr.